# Veveří (ulice v Brně)
Veveří je ulice v Brně. Svůj název získala podle toho, že v dřívějších dobách bývala hlavní cestou vedoucí na zeměpanský hrad Veveří. Vede od Žerotínova náměstí, v městské části Brno-střed, až ke křižovatce s ulicí Tábor na území městské části Žabovřesky.
V celé své délce protíná několik zejména jednosměrných ulic a významný dopravní uzel Konečného náměstí. I v dnešní době je to jedna z nejdůležitějších dopravních tepen v Brně, kromě silného automobilového provozu ulicí vede významná tramvajová trať, která se v křižovatce s ulicí Nerudova dělí na dva přepravní proudy: jeden vede směrem do Bystrce (linky 3 a 11), druhý do Králova Pole (linka 12).
Po křižovatku s ulicí Slovákovou vede také jednosměrná trolejbusová trať. Zástavbu tvoří zejména cihlové domy z 19. a 20. století, v úseku mezi křižovatkami s ulicemi Pekárenská a Sokolská se nachází bývalý vojenský areál, u Konečného náměstí je umístěna botanická zahrada Masarykovy univerzity, naproti budovám Fakulty stavební VUT se nachází Björnsenův sad a mezi křižovatkou s ulicemi Resslova a Šumavská areál jízdárny a velká parkovací plocha využívaná pro konání poutí apod. Po ulici je také pojmenována čtvrť a katastrální území Veveří.

## Historie
Cesta v trase ulice Veveří existovala již ve středověku. Před hradbami, v prostoru dnešního Žerotínova náměstí, se nacházela ves Hartlůvka (Hartlgasse), kterou procházela cesta dále do Žabovřesk. V prostoru počátku pozdější ulice Veveří se postupně objevovaly první domky. Na přelomu 17. a 18. století Hartlůvka kvůli výstavbě barokního bastionového opevnění města zanikla, a coby předměstskou osadu ji nahradila nově zřízená Malá Nová Ulice (Kleine Neugasse), která se nacházela v trase ulice Veveří, mezi Žerotínovým náměstím a ulicí Slovákovou. Malá Nová Ulice se v roce 1850 stala součástí Brna. V roce 1867, při oficiálním pojmenování ulic ve městě, získala vlastní ulice název Veverská (Eichhorngasse), podle směru k hradu Veveří. Tento název jí vydržel do roku 1915. To byla v průběhu 1. světové války, mezi lety 1915 - 1918, pojmenována Hindenburgstrasse (česky Hindenburgova), podle německého polního maršála a prezidenta Paula von Hindenburga. Název ulice se změnil krátce po vzniku Československé republiky a to 20.12.1918, kdy se objevuje již její zpřesněný název v češtině Veveří a to trvá dodnes, kromě období německé okupace mezi lety 1939 - 1945, kdy byl k českému názvu přidán německý Eichhorner Strasse.

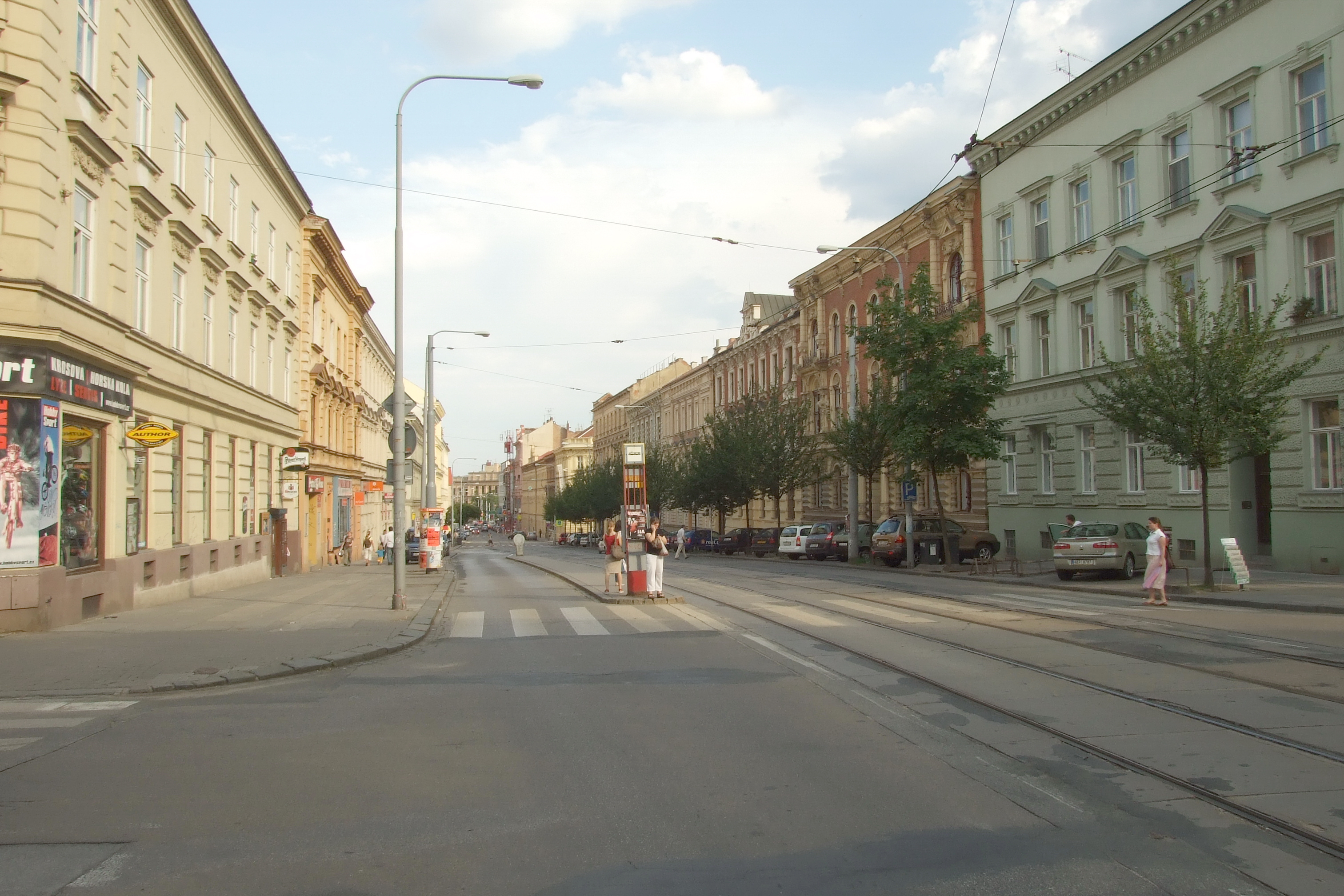
Pohled na zastávku Grohova směr Bystrc nebo Královo Pole

## Doprava
Z dopravního hlediska byla Veveří ulice již od svého vzniku jednou z nejdůležitějších dopravních tepen - bylo to dáno zejména tím, že byla hlavní výpadovou ulicí z centra Brna směrem do Žabovřesk, Komína, Bystrce a k hradu Veveří. Rok po zavedení provozu elektrických tramvají v Brně, tedy v roce 1901, byla v úseku mezi Žerotínovým náměstím a Tivoli (dnes Konečného náměstí), vystavěna tramvajová trať červené linky tramvaje. S postupným prodlužováním ulice, byla prodlužována i tramvajová trať, v roce 1914 k areálu c.k. české technické vysoké školy  Františka Josefa v Brně (dnes Fakulta stavební VUT), kde se poblíž nacházel lazaret, a o rok později, tedy v roce 1915 až na samý konec ulice, k Laudonově ulici (dnes ulice Tábor). Trať byla dále postupně prodlužována na sever města, do Žabovřesk, Komína a Bystrce, čímž získávala postupně stále větší význam. V roce 1961 přibyla také odbočná trať z Konečného náměstí Nerudovou ulicí směrem do Králova Pole.
Dnes má tramvajová trať na Veveří ulici čtyři zastávky: Grohova, Konečného náměstí, Rybkova a Tábor (tu v ulici Veveří pouze ve směru do Žabovřesk). Na všech těchto zastávkách také zastavují autobusy nočních linek. V padesátých letech byla v ulici Veveří zavedena z centra města trolejbusová trať po křižovatku s ulicí Slovákovou, která je součástí smyčky Kounicova – Brandlova (poblíž přestupního uzlu Česká) – Slovákova.

## Občanská vybavenost
Vzhledem k poloze a významu ulice, se v ulici nachází široké spektrum služeb - kavárny, bary, restaurace, pekárny, supermarket Albert, drogerie, služebna obvodního oddělení Policie ČR, sídlo Městské správy sociálního zabezpečení Brno, lékařské ordinace apod. Stejně tak jako většina ulic v centru Brna, trpí i Veveří ulice nedostatkem parkovacích míst, což vede k častým komplikacím.

## Významné budovy a instituce
- Moravské gymnázium

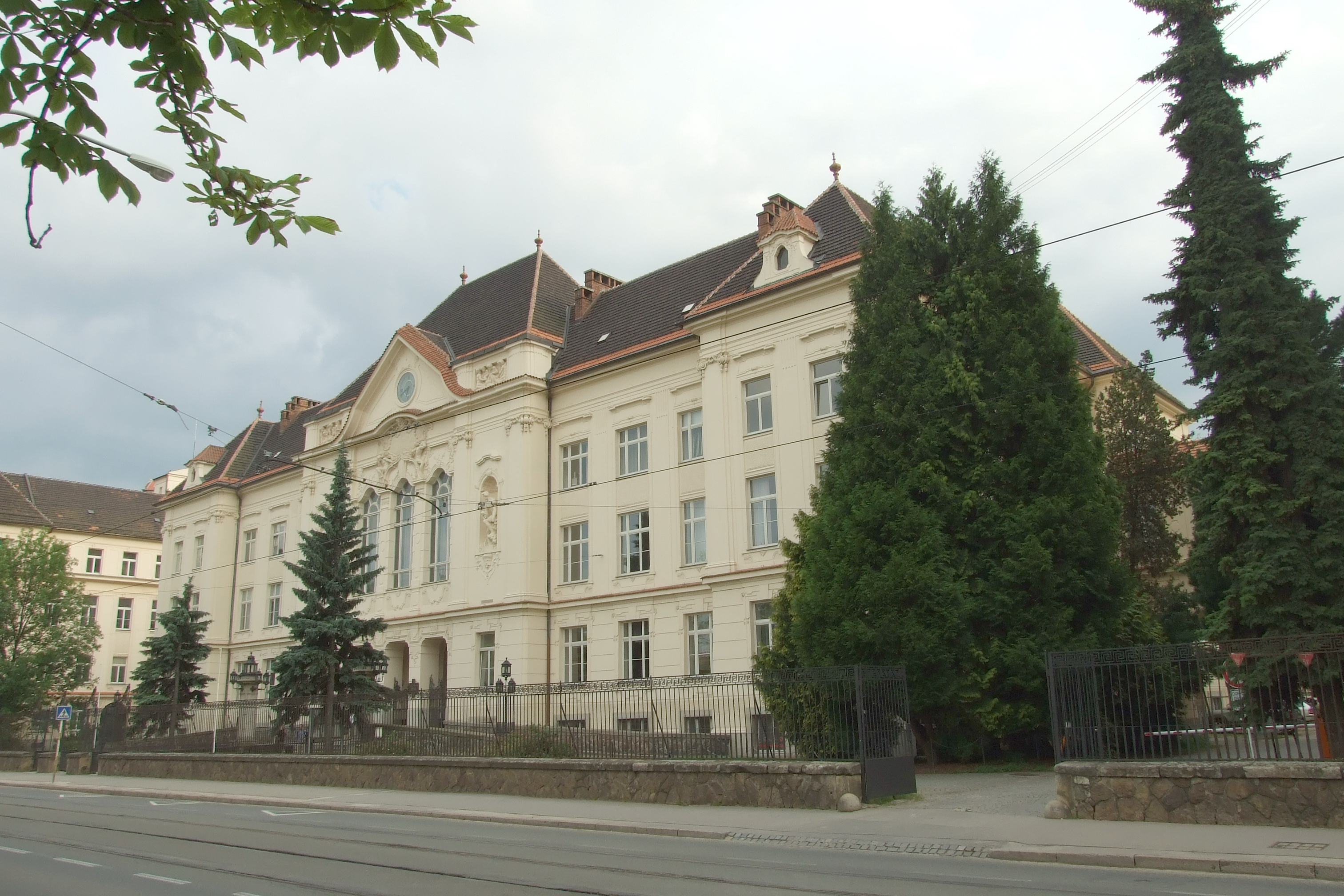
Fakulta stavební VUT

- Botanická zahrada Přírodovědecké fakulty Masarykovy univerzity
- Tivoli
- Fakulta stavební VUT v Brně
- Právnická fakulta Masarykovy univerzity
- Filozofická fakulta Masarykovy univerzity – budovy K a L
- Ústav analytické chemie AV ČR, v. v. i.
- Šilhanovo sanatorium
- Základní umělecká škola + Divadelní studio "V"
- Divadlo na Veveří (1883–1944)
- hudební klub Sono Centrum